# Киха-58
Дизель-поезд Киха-58 (яп. キハ58 — сокращение от (яп. 国鉄キハ58系気動車 кокутэцу киха годзю:хатикэй кидо:ся, дизель-поезд типа 58 государственных железных дорог)) — экспресс дизель-поезд, эксплуатирующийся японскими железными дорогами с 1961 года.
В 1960-х — 1980-х годах выполнял основной объём пригородных пассажирских перевозок на железных дорогах по всей Японии.

## Описание
Семейство Киха-58 включает пять дизель-поездов схожей конструкции: Киха-58 (яп. キハ58形), Киха-28 (яп. キハ28形), Киро-58 (яп. キロ58形), Киро-28 (яп. キロ28形) и Кию-25 (яп. キユ25形). Часто под Киха-58 также понимают хоккайдские Киха-56 ja:国鉄キハ56系気動車  и использовавшиеся на перевале Усуй Киха-57ja:国鉄キハ57系気動車 .

## История
Массовое производство Киха-58 связано с заменой ими поездов на паровозной тяге для увеличения скорости движения, экономии на топливе и уменьшения вреда окружающей среде паровозным дымом. В 1980-х годах в связи с масштабной электрификацией железных дорог область применения Киха-58 сузилась до местных линий.
В 1987 году образованной в ходе реформы Группе Японских железных дорог (JR) были переданы 1198 единиц Киха-58 (включая Киха-56 и Киха-57), в апреле 2011 года на регулярных маршрутах использовалось лишь шесть поездов, остальные — как туристические.
В 1993 году 28 дизель-поездов были безвозмездно переданы Сахалинской железной дороге, из которых 17 использовались в пригородном сообщении до начала двухтысячных с присвоением серии К, после чего были частично отправлены на базы запаса, частично порезаны на металлолом.
Один Киха-58 находится в музее истории Сахалинской железной дороги.